# Александър Суворов
Алекса̀ндър Васѝлиевич Суво̀ров (на руски: Алекса̀ндр Васѝльевич Суво̀ров) е виден руски пълководец, висш офицер и благородник.
Той е сред основоположниците на руското имперско военно изкуство, княз италийски (1799), граф римникски (1789) и на Свещената римска империя, генералисимус на руските сухопътни и морски сили, генерал-фелдмаршал на австрийските и сардинските войски, гранд на Сардинското кралство и принц с кралска кръв, кавалер на всички руски и множество чуждестранни военни ордени. През целия си живот не е претърпял военно поражение.

## Ранни години

### Произход. Младежки години. 1730 – 1754 г.
Суворов е роден на 24 ноември 1730 г. (според друга версия – 1729 г.) в семейството на военен. Баща му Василий Суворов e генерал-аншеф (по руската Таблица на ранговете в държавното управление) и сенатор, високообразован човек, автор на първия руски военен речник, кръщелник на Петър I. Сведенията за майка му Авдотя (Евдокия) Федосеевна Суворова, по баща Манукова са оскъдни; според някои версии тя произхожда от порусил се арменски род. Баща ѝ, Феодосий Семьонович, е от старинен род на московското дворянство.
Според една от версиите, Суворови произхождат от древна шведска благородническа фамилия. Един от предците им, Сувор, както твърди самият Суворов в автобиографията си, пристига в Русия през 1622 г. при цар Михаил Фьодорович и приема руско поданство.
Суворов-син е наречен Александър в чест на Александър Невски. Детството си прекарва в бащиното имение на село. Израства слаб, често боледува, поради което баща му го готви за гражданска служба. Но още от детските си години Суворов проявява влечение към военното дело и използвайки богатата бащина библиотека, изучава артилерийските науки, фортификация, география, военна история. Решил да стане военен, Суворов започва да се закалява и да се занимава с физически упражнения. Голямо влияние върху съдбата на Суворов оказва генерал Абрам Петрович Ханибал (знаменитият „арап на Петър Велики“), който е приятел на семейството. Той забелязва влечението на момчето към военното дело и убеждава бащата да избере за сина си военната кариера.
През 1742 г. Суворов е формално зачислен като мускетар в лейб-гвардията на Семьоновския полк, за да натрупа изисквания по закон стаж за офицерски чин. От 1748 г. започва действителна военна служба в полка и постепенно е повишаван в звание. В Семьоновския полк Суворов служи в продължение на шест и половина години. Същевременно той продължава обучението си, както самостоятелно, така и посещавайки занятията на Сухопътния шляхтички кадетски корпус. В този период изучава и няколко чужди езика.

### Начало на военната кариера. 1754 – 1762 г.
През 1754 Суворов получава първия офицерски чин поручик и е назначен в Ингерманландския пехотен полк. В периода 1756 – 58 г. служи във Военната колегия.
Начало на бойната кариера на Суворов поставя Седемгодишната война 1756 – 1763 г. През първите години на войната той е на тилова служба с чин обер-провиантмайстор (главен снабдител), а после майор и премиер-майор. По това време той се запознава с принципите на организация на тиловите подразделения и снабдяване на действаща армия.
През 1758 г. е преведен в действащата армия и назначен за комендант на гр. Мемел. От 1759 г. е офицер в главната квартира на руската действаща армия. Първият боен сблъсък на Суворов е на 25 юли 1759 г., когато с ескадрон драгуни атакува и обръща в бягство немските драгуни. Скоро след това Суворов е назначен за дежурен офицер към командира на дивизия В. В. Фермор. На тази длъжност той участва в сражението при Кунерсдорф на 13 август 1759 г. През 1760 г. Суворов е назначен за генерален дежурен при главнокомандващия на руската армия генерал-аншеф Фермор и като такъв участва в превземането на Берлин от руските войски.
През 1761 г. командва отделни отряди (драгунски, хусарски, казашки), с цел да се прикрие отстъплението на руските войски към Бреслау и непрестанно да се нападат пруските войски. Под негово ръководство тези отряди нанасят множество поражения на пруската армия в Полша. При многобройните сблъсъци той се проявява като талантлив и смел партизанин и кавалерист. Участва в боевете при Ландсберг, Бирщайн, село Вейсентин, село Келец, при превземането на Холнау, съдейства на обсадния корпус на Румянцев-Задунайски при превземането на Колберг.
Според някои изследователи, през 1761 г. става масон в ложата „Des Trois Etoiles“ в Санкт Петербург. Данните обаче са противоречиви и това не е доказан исторически факт.

## Военна кариера при Екатерина II. 1762 – 1796 г.
От 7 септември 1762 г. произведеният в звание полковник Суворов е командир на Астраханския пехотен полк. По това време полкът осигурява носенето на градските караули в Петербург, по време на коронацията в Москва на Екатерина II. С пристигането си в Москва Суворов е приет от императрицата, която му подарява свой портрет. По-късно Суворов написва на портрета: „Тази моя първа среща ми отвори пътя към славата“.
В периода 1763 – 1769 г. той командва Суздалския пехотен полк в Новая Ладога, където написва „Полкова уредба“ („Полковое учреждение“) – инструкция, съдържаща основните положения и правила, касаещи възпитанието на войниците, вътрешната служба и бойната подготовка на войските.
От септември 1768 г. е със звание бригадир (по това време – междинно звание между полковник и генерал).

### Война с Барската конфедерация. 1769 – 1772 г.
На 22 май 1769 г. Суворов е назначен за командир на бригада, съставена от Смоленския, Суздалския и Нижегородския мускетарски полкове и изпратен в Полша, за да вземе участие във военните действия срещу войските на Барската конфедерация на шляхтата (насочени против крал Станислав Август Понятовски и Русия). Походът в Полша демонстрира резултатите от обучението на войниците по суворовски: за 30 дена бригадата изминава 850 версти (900 km), при което заболяват само 6 войника.
В първата полска кампания Суворов прилага също така за първи път в бойни условия опита, натрупан в Седемгодишната война и разработените от него тактики и системи за подготовка на войските, оказали се напълно успешни. Командвайки бригадата, полк или отделни отряди, той непрекъснато се движи из цяла Полша и напада войските на конфедератите, обръщайки ги в бягство. Най-сериозната си победа срещу тях той постига на 14 септември 1769 г. при село Орехово.
На 12 януари 1770 г. той е произведен в чин генерал-майор.
През същата година Суворов удържа поредица победи над поляците, за което през септември 1770 г. получава първата си награда – Орден „Света Ана“. По това време орденът е все още частна награда на престолонаследника Павел I. През октомври е назначен за командващ руските войски в Люблинския окръг. При форсирането на река Висла пада и счупва ребра, поради което за няколко месеца се налага да бъде лекуван. След като оздравява, през май 1771 г. Суворов печели победа при Ландскрун, разгромявайки знаменития френски генерал Шарл Франсоа Дюмурие. През август е награден направо с трета степен (прескачайки четвърта) на най-почетния руски боен орден – „Свети Георги“.
Най-значима в тази кампания е победата на Суворов с отряд от 900 души над корпуса на хетмана Михаил Казимир Огински (5 хиляди души) в битката при Столовичи на 24 септември 1771 г. Корпусът е напълно разгромен. Руснаците губят 80 души, а полската страна – 1000 убити, около 700 пленени, в това число 30 щабни и обер-офицери.
Последно постижение на Суворов в хода на първата полска кампания е превземането на Краковския замък, овладян от френския подполковник Шуази. Веднага щом получава съобщението, че замъкът е в ръцете на французина, Суворов потегля с малък отряд към Краков, където се присъединява към останалите руски войски и го обсажда, пресичайки опитите на поляците да се притекат на помощ на краковския гарнизон. Обсадата продължава почти три месеца и завършва с капитулацията на гарнизона на 22 април 1772 г. За тази победа Екатерина II награждава Суворов с 1000 червонца, а други 10 хиляди рубли му изпраща, за да раздаде на участниците в кампанията.
Действията на Суворов в значителна степен повлияват върху изхода на кампанията и довеждат до бърза победа и първото разделяне на Полша.

### Руско-турска война 1768 – 1774 г.
След полската кампания Суворов е изпратен във Финландия, където трябва да инспектира и укрепи границите с Швеция. Още през април 1773 г. обаче той получава назначение на Балканския театър на бойните действия на руско-турската война в Първа армия на фелдмаршал Пьотър Румянцев, в корпуса на генерал-аншеф Салтиков.

#### Превземането на Тутракан
Скоро след назначаването си Суворов пристига в манастира Негоещ (сега в Румъния) и на 17 май получава заповед да проведе разузнаване с бой при крепостта Тутракан. На 21 май, след като успешно отразява турската атака, Суворов решава без съгласуване с висшестоящите да превземе укрепения тутракански гарнизон. Турските войски са изненадани и затова Тутракан е превзет със значително по-малки от турските сили и с минимални загуби. Победата има важно тактическо значение, защото така са прекъснати турските съобщения между Силистра и Русчук.
Суворов отдава опустелия Тутракан на грабеж. Шест леки турски оръдия са пренесени на лодките; осем тежки топа – изхвърлени в Дунав; 10 знамена, 50 лодки и други съдове, включително и пълни с товари са трофеи от първата победа на Суворов над турците. Руснаците загубват 60 души убити, а 150 са ранени. Докато войските почиват, Тутракан е опожарен. Взривът от барутния погреб в крепостта се чува на 60 версти (64 km) наоколо. Войниците получават такава голяма плячка, че сипват с шепи в черковната дарителница червонци и сребърни монети.
Вместо обикновен рапорт Суворов изпраща до Румянцев следните стихове:
- „Слава Богу! Слава вамъ! Туртукай взятъ и я тамъ.“

(„Слава на Бога и слава Вам! Тутракан е превзет и аз съм там.“)
Началникът изпраща оригиналния му рапорт на императрицата: „като безпримерен лаконизъм на безпримерния Суворов“. Същевременно го предава на военен съд за самоволните му действия. „Военната колегия изготви доклад, в който нейният секретар не беше пропуснал нито един закон, за да докара моята гибел“, казва по-късно Суворов. Военната колегия го осъжда на смърт, но Екатерина II не утвърждава присъдата, резолирайки: „Победителите не ги съдят!“.
Командването обаче не се възползва от победата на Суворов и турските войски отново завземат Тутракан, след което се опитват да го укрепят. Едва на 28 юни, този път със заповед от командването, Суворов за втори път атакува и превзема крепостта, въпреки четирикратното превъзходство в сили на турските войски. За победата той е награден с орден „Свети Георги“ II степен.
Раната на крака му обаче е сериозна, поваля го треска и той е принуден да отиде в Букурещ, за да се лекува.

#### Отбраната на Хърсово
През юли Суворов е назначен за командващ отбраната на гр. Хърсово (Румъния, окръг Констанца). На 14 септември 1773 г. турците, разполагащи с 4 хилядна пехота и 3 хилядна конница се опитват да превземат Хърсово с щурм. Суворов ги оставя да се доближат, след което внезапно контраатакува от няколко направления. Турците са пометени и отстъпват, понасяйки тежки загуби – над 1000 души, включително двама паши, а от руска страна имало едва 200 ранени.

#### Сражението при Козлуджа
В края на октомври Суворов получава отпуск и заминава за Москва. На 28 март 1774 г. той е повишен в генерал-поручик. Скоро след това той се връща в армията и първоначално прикрива настъплението на дивизията на Каменски, а след това неговият корпус се съединява с дивизията на Каменски и взима участие в сражението при гр. Козлуджа (днес в България) на 21 юни 1774 г. В това сражение Суворов овладява височина в тила на турския лагер, а после с поддръжката на пехотата на корпуса на Каменски разгромява войската на Абдул-Резак. Руснаците губят 209 души, а турците 1200. Тази битка е решаваща за кампанията от 1774 г. и води до сключването на Договора от Кючук Кайнарджа, който освен териториални придобивки за Русия ѝ дава правото да покровителства православните християни на Балканите.
По-късно градът е наречен Суворово и носи това име до наши дни.

### Между двете руско-турски войни. 1774 – 1786
През 1774 г. Суворов е назначен за командващ 6-а московска дивизия и през август същата година е изпратен да участва в подавянето на селското въстание (1773 – 1775 г.) под предводителството на Емелян Пугачов, което показва колко сериозно се отнася правителството към въстанието. Към момента на пристигането на Суворов при р. Волга обаче, основните сили на въстаниците са разгромени от подполковник Иван Михелсон. Самият Пугачов е заловен от казашкия стотник Харчев и за Суворов остава само да отведе пленения в Симбирск. След това известно време се занимава с ликвидация на отряди на метежниците и умиротворителни операции.
През 1775 г. получава годишен отпуск във връзка със смъртта на баща му и въвеждането му в наследство. На 21 август същата година се ражда дъщеря му Наташа. Година по-късно е назначен за командир на Санкт-Петербургската дивизия. През втората половина на 1776 г. се изостря ситуацията в Кримското ханство, което е предизвикано от непрекъснатите опити на Турция да си върне контрола върху Крим. По тази причина през ноември 1776 г. Суворов е назначен в Крим в състава на войските на генерал-поручик Прозоровски. Не след дълго е принуден заради болестта на Прозоровски да поеме командването на всички руски войски на полуострова и в делтата на Дунав. Суворов подкрепя с армията предпочитания от руската дипломация Шахин-Герай за хан. Предишният хан, поставен от Турция – Девлет-Герай се опитва в началото на 1777 г. да окаже съпротива, но е уплашен от маньоврите на суворовските пехота и конница и избягва в Турция.
След като постига успех при възложените му на полуострова задачи, Суворов получава отпуск по болест и заминава при семейството си в Полтава. В края на 1777 г. е назначен за командващ кубанския корпус, като задачата му е с ограничено количество войски да покрие огромната гранична територия. За трите месеца, през които е в Кубан, той организира добре обмислена система от укрепления и стационарни гарнизони с подвижни резерви, готови незабавно да окажат подкрепа на всеки гарнизон в участъка и прави отбранителната линия непристъпна. Освен това организира силно разузнаване, позволяващо му да е в течение на намеренията на планинските и ногайските предводители. Съчетавайки дипломация и решителни действия, Суворов успява да прекрати вълненията сред местните ногайци.
През май 1778 г. е назначен на мястото на Прозоровски в Крим, като Кубан също е в негово подчинение. Основната задача на Суворов в Крим е да не допусне нахлуване на турски войски. В средата на 1778 г. той предотвратява осъществяването на турския десант в Ахтиарския залив, с което пресича опита на Турция да започне нова война в неизгодна за Русия международна обстановка: Суворов реорганизира отбраната на крайбрежието и предупреждава, че опитите на турските войски за десант ще бъдат пресичани със сила. Така Турция е принудена да признае Шахин-Хирей за хан.
Тъй като конфликтът е избегнат, през 1779 г. основната част от руските войски са изведени от Крим и през май Суворов е назначен за командващ Малоруската дивизия в Полтава, а скоро след това е преведен в Новоруската губерния като командващ погранична дивизия, тоест в непосредствено подчинение на Потьомкин. От началото на 1780 до края на 1781 г. Суворов е в Астрахан, където командва войските и подготвя поход против Иран. Походът обаче не се осъществява и през декември 1781 г. той е преведен в Казан, а през август 1782 г. е отново изпратен в Кубан, за да потуши ногайско въстание. Край крепостта Кременчик Суворов напълно разбива ногайските войски, поради което повечето от татарските мурзи (водачи) изразяват покорност към него и признават присъединяването на Крим и ногайските земи към Русия. През цялата 1783 г. Суворов води експедиции против отделни ногайски отряди. За присъединяването на ногайските татари Суворов получава орден „Свети Владимир“ първа степен.
През април 1784 г. Суворов е назначен за командващ на Владимирската дивизия, а през 1785 г. – за командир на Санкт-Петербургската дивизия.
На 3 октомври 1786 г. е повишен в генерал-аншеф. През януари 1786 г. става командващ на Кременчугската дивизия. Като такъв взима участие в показните учения в присъствието на руската императрица и австрийския император.

### Руско-турска война. 1787 – 1792 г.
От 1774 до 1786 г. Суворов служи в Кубан, Крим, Кавказ, Финландия и самата Русия. Той става генерал на пехотата през 1786 г., след приключване на своята обиколка в Кавказ. През 1778 г. той предотвратява турско нашествие в Крим, осуетявайки поредната руско-турска война. Той командва руските войски в Крим от 1782 до 1784 година.
От 1787 до 1791 г. той отново се бие с турците по време на Руско-турската война от 1787 – 1792 г. и печели много победи; той е ранен два пъти при Кинбърн (1787), участва в обсадата на Очаков и през 1789 г. печели две големи победи при Фокшанами и край река Римник, където руско-австрийски сили от 25 000 разбиват 100 000 турци в рамките на няколко часа, губейки само 500 мъже в процес. И в двете битки участва австрийски корпус под командването на принц Фридрих Йосиас Сакскобургготски, но в битката при Римник Суворов командва всички съюзнически сили.

#### Кинбурнска битка
В началото на руско-турската война от 1787 – 1792 г. генерал-аншеф Суворов е назначен за командир на кинбурнския корпус, на който е възложена отбраната на Черноморското крайбрежие, от устието на р. Буг до Перекоп. Първият главен удар на турците е насочен срещу крепостта Кинбурн (издигната западно от Кинбурнската коса), защитавана от гарнизон от 4 хиляди души, оглавявани от Суворов. Сражение за Кинбурн се води на 12 октомври 1787 г. След десанта на 5 – 6 хиляди души, турските кораби се оттеглят, а десантиралите тръгват към крепостта. Суворов забранява да се контраатакува, докато турците не се доближават на 200 крачки до крепостта, а след това сам оглавява контраатаката. В боя е ранен на два пъти. След няколко контраатаки турските войски са притиснати към брега и едва през нощта успяват да се върнат на корабите, оставяйки около 4 хиляди убити. Загубите на руските войски са около 500 души. За отбраната на Кинбурн Суворов получава орден „Андрей Първозвани“.
През следващата година Суворов в състава на армията на Потьомкин взима участие в обсадата на Очаков. Той нееднократно предлага да се щурмува, но Потьомкин отказва. По време на обсадата Суворов успешно отбива излазите на неприятеля, целящи да възпрепятстват обсадните дейности. Турците се опитват да пробият обсадата на 7 август с около 3 хиляди души. Суворов лично повежда в бой два гренадирски батальона и отхвърля турците, като при това е ранен. Той веднага предлага с контраатака да се превземе крепостта. На също мнение е и австрийският принц де Лин (Австрия встъпва във война с Турция през януари 1788 г.). Но Потьомкин отново заповядва отстъпление. Заради тези и други разногласия с Потьомкин Суворов сдава командването на Бибиков. Очаков е превзет едва в края на 1788 г.

#### Фокшанското сражение
През 1789 г. на Суворов е поверен 7-хиляден отряд за прикриването на левия бряг на река Прут и за поддръжка на съюзните войски при необходимост. Заради бавното придвижване на руската армия, турските войски под командването на Осман-паша (30 хиляди души) успяват да напреднат към Аджуд и има опасност да разбият австрийските войски. Командващият австрийската дивизия (18 хиляди души) Фридрих-Йосия Кобург се обръща за помощ към Суворов, който на 28 юли присъединява отряда си към австрийците (изминавайки за 26 часа 40 версти). В 3 часа сутринта на 29 юли обединените войски под командването на Суворов се придвижват към населения пункт Фокшани, където в резултат на 10-часов бой напълно разгромяват турците. Турците оставят на бойното поле 1600 убити и 12 оръдия, а загубите на руско-австрийските войски са едва 400 души.

#### Сражение при Римник
След победата при Фокшани Потьомкин изтегля основната част от руските войски към Бендери. Междувременно 100-хилядна турска армия под командването на Юсуф паша отново приближава Фокшани, където е разположен австрийският корпус. Друг един отряд пашата изпраща на изток от Прут, за да заблуди руснаците. Преследването на този отряд е възложено на генерал Репнин. На помощ на австрийците отново се притичва (почти буквално) Суворов. Той и отрядът му изминават 100 км за 2,5 денонощия и се присъединяват към австрийците. На 22 септември 1789 г. обединените войски под командването на Суворов (25 хиляди души), независимо от четирикратното преимущество на турците, незабавно форсират река Римник (Румъния) и атакуват турските войски. Сражението при Римник продължава 12 часа и завършва с пълен разгром на турската армия, която губи към 20 хиляди убити. Загубите на съюзните войски възлизат на 600 души (400 австрийци и 200 руси). За победата в сражението при Римник Суворов получава титлата граф Римникски и орден „Свети Георги“ I степен (седмият награден за цялата история на ордена), както и титлата граф на Австрийската империя.
Награждаването с орден „Свети Георги“ I степен извънредно много радва Суворов. Той пише на дъщеря си: "Чу ли, сестрице? От моята щедра Майчица! (…) Над всички награди е „Свети Георги“. Ето какъв е твоя татко. Едва не умрях от радост!"

#### Превземането на Измаил
През 1790 г. Южната армия на Потьомкин, след поредица победи, достига до Измаил – най-силната крепост на левия бряг на Дунав, укрепена по последните изисквания на крепостното изкуство и считана за непревземаема. Обсадата на Измаил се затяга. Потьомкин дълго време не успява да превземе крепостта и предава по-нататъшната обсада на Суворов, който пристига в руския лагер на 13 декември.
В продължение на 8 дни Суворов подготвя войските за щурм, изграждайки ров и вал по подобие на измаилските. Накрая той изпраща ултиматум до командира на крепостта Айдозле Мехмет паша, изисквайки той да се предаде. След отказа на пашата на 22 декември 1790 г., руските войски, командвани от Суворов, с щурм превземат Измаил. Руските загуби са 2136 убити и 3214 хиляди ранени. Турците губят 26 000 убити и 9000 пленени. Превземането на Измаил се оказва един от решаващите фактори за победата във войната.
„Гордият Измаил падна в нозете на Ваше Императорско Величество“ – донася на императрицата Суворов и същевременно пише до своя фелдмаршал: „Руските знамена са на стените на Измаил!“
Ден по-късно Суворов пристига в Яш, за да докладва на фелдмаршал Потьомкин. При срещата им князът го прегръща и го запитва: „С какво мога да Ви наградя за Вашите заслуги?“. „Не, Ваша светлост, аз не съм търговец и не съм дошъл при Вас да се пазаря. Мен, освен Бог и Всемилостивата Господарка, никой не може да ме награждава!“ – отговорил Суворов. Фелдмаршалът почервенял, замълчал и излязъл.
Суворов получава почетното звание „подполковник на лейб-гвардията на Преображенския полк“.
От 1791 г., командвайки руските войски във Финландия, Суворов ръководи строителството на укрепления на границата с Швеция. Поверено му е също така командването на Роченсалмското пристанище и Саймската флотилия. След смъртта на Потьомкин през 1792 г. е назначен за командващ войските в южната част на Русия – в Екатеринославска губерния и Таврическа област (1792 – 1794 г.).
За своя главна квартира Суворов избира град Херсон. Службата обаче му се вижда скучна в сравнение с предишните му преживявания. През септември 1793 г. той получава следното писмо от императрицата:
„Граф Александър Василиевич! Денят на празнуването на мира ми напомня великите ви заслуги и дела, с които се отличихте. Милостиво ви даряваме похвална грамота, със собственоръчния Ни подпис, описваща вашите ревностни и мъжествени подвизи, направени от вас в продължение на славното и дълговременно ваше служене. Като свидетелство за височайшето Ни доверие към вашите знания и справедливост, ви даваме орден „Свети Георги“ трета степен: връчете го на този, когото считате за най-достоен из отличилите се. В знак на монархическото Ни благоволение, ви изпращаме еполети и диамантен пръстен.“
След победата в Руско-турската война възниква необходимост от укрепване на новата руско-турска граница по река Днестър. Работата по съставяне на плана за инженерна подготовка на границата е възложена на Суворов. Основно внимание Суворов обръща на укрепването на левия бряг в долното течение на Днестър. По негова заповед на левия бряг на Днестър на мястото на изгореното от турците село е построена крепостта „Средняя“, а през 1792 г. са положени основите на град Тираспол. Под ръководството на Суворов се строят и крепостни съоръжения в Хаджибей (Одеса).

### Полското въстание от 1794 г. Щурмът на кв. Прага
През май 1794 г. Суворов е изпратен в Подолието, за да подготви втората полска кампания. През първата половина на август е зачислен в състава на армията на генерал-аншеф Николай Репнин и с 4,5-хиляден отряд навлиза на територията на Полша. Числеността на суворовските войски след присъединяването на другите отряди нараства на 11 хиляди души. За 6 дни Суворов побеждава полските сили 4 пъти: на 14 септември край Дивин; на следващия ден при Кобрин авангардът на Суворов разбива конницата на Карол Сераковски; на 17 септември при манастира Крупчица (сега Чижевщина) Суворов атакува корпуса на Сераковски (наброяващ 16 – 18 хиляди души и 28 оръдия) и с големи загуби (3 хиляди души) го отхвърля към Брест. На 19 септември отново води битка с войските на Сераковски (около 16 хиляди души) при Брест (в района на съвременния Тереспол) и напълно ги разгромява. Поляците имат загуби от 5 хиляди убити и 7 хиляди пленени, а руската страна губи 1000 убити. Загубата на цял корпус предизвиква спадането на духа сред въстаниците.
На 10 октомври ръководителят на въстаниците Тадеуш Косцюшко е пленен от отряда на Иван Ферзен, който след това се присъединява към Суворов. Така силите на Суворов нарастват на 17 хиляди души.
Руските войски се придвижват към Варшава. Срещу тях е изпратен отряда на генерал Майен, наброяващ 5560 войника (в това число 1103 кавалерия) и 9 оръдия. В 5 часа сутринта на 26 октомври при Кобилка започва битка, продължила над 5 часа и завършила с разгром на полските войски. Част от тях успяват да отстъпят към Прага (квартал на Варшава от дясната страна на река Висла).
До 1 ноември войските на Суворов се разполагат в подстъпите към Варшава и извършват подготовка за пристъп, изготвяйки фашини, стълби и др.

#### Щурмът на квартал Прага от войските на Суворов
На 3 ноември войските на Суворов (около 25 хиляди войника и 86 оръдия) се приближават към Прага (предградие на Варшава на десния бряг на река Висла) и започват артилерийски обстрел на града и стените му. На следващия ден, към 5 часа сутринта, в седем колони настъпват към полуразрушените от артилерийски огън укрепления, отбранявани от гарнизона и въоръжените градски опълченци (20 – 30 хиляди души и 106 оръдия). Руските колони навлизат в града от различни страни. Сред защитниците на Прага започва паника и към 9 часа сутринта на 4 ноември полските войски капитулират.
В боя от полска страна загиват (по различни данни) между 10 хиляди и 13,5 хиляди души и малко повече са взети в плен, а от руска страна според официалните данни са загинали 580 войника и са ранени 960.
Руският генерал фон Клуге си припомня за боя в Прага:
„В нас стреляха от прозорците на домовете и от покривите и нашите войници, втурвайки се в домовете умъртвяваха всеки, който им попаднеше <…> Ожесточението и жаждата за мъст достигнаха до крайната си степен <…> вече не беше по силите на офицерите да прекратят кръвопролитието <…> При моста отново настана клане. Нашите войници стреляха в тълпата, без да подбират, и пронизителните викове на жените и воплите на децата навяваха ужас в душата. Вярно казват, че пролятата човешка кръв събужда един вид опиянение. Ожесточените наши войници във всяко живо същество виждаха убийци на нашите, по време на въстанието във Варшава. „Няма милост за никого!“ – крещяха нашите войници и избиваха всички, без разлика на възраст и пол …“
Суворов приема депутатите от Варшава направо на бойното поле, сред множество трупове и демонстративно ги предупреждава за последствията от по-нататъшна съпротива.
Именно събитията в Прага формират образа на Суворов в очите на западноевропейците като жесток военачалник. Но демонстрацията на Суворов има ефект и на 9 ноември на брега на р. Висла един от градските първенци поднася на Суворов градския ключ, което символизира капитулацията на Варшава. По-късно друг първенец от името на жителите на Варшава подарява на Суворов златна табакера с диаманти и надпис: „Варшава – на своя освободител“. При молбата на крал Станислав да освободи един полски офицер, Суворов освобождава като подарък за него 500 пленени офицери, а още преди това по домовете си са пуснати 6 хиляди полски опълченци.
След края на сражението Суворов изпраща на императрица Екатерина II писмо от три думи: „Ура! Варшава (е) наша!“ и получава в отговор: „Ура! Фелдмаршал Суворов!“.
За превземането на Прага Суворов е удостоен с висшето воинско звание фелдмаршал, дарено му е имение със 7 хиляди души, награден е с пруските ордени „Черен орел“, „Червен орел“, както и други награди.
Неповторим във всичките си действия, Суворов отпразнува повишаването си във фелдмаршалско звание по следния начин: заповядва да бъдат поставени в походната църква толкова стола, колкото военачалници бил прескочил, получавайки новото звание. После се появил облечен в камизола и започнал да прескача столовете, изричайки поименно „прескочените“ генерал-аншефове: двамата Салтикови (1773 г.); Репнин (1774 г.); Долгорукий (1774 г.); Елмт (1780 г.); Прозоровски (1782 г.); Мусин-Пушкин (1782 г.); Каменски (1784 г.); Каховски (1784 г.) и след това облича фелдмаршалския мундир, всичките си ордени, приема поднесения му жезъл, заповядва да се отслужи благодарствен молебен и отива при войската. По това време в Русия имало само трима генерал-фелдмаршали: Разумовски, Задунайски и Александър Суворов-Римникски.
След капитулацията на Варшава и обявената от Суворов амнистия, в продължение на седмица въстаническите войски из цяла Полша слагат оръжие.
В началото на 1795 г. Суворов е назначен за командващ на всички руски войски в Полша, а след това за главнокомандващ 80-хилядната армия, разположена в Брацлавско, Вознесенско, Харковско и Екатеринославско наместничество с щабквартира в Тулчин. В този период той написва класическото военно произведение „Науката да се побеждава“ (рус. „Наука побеждать“).

## Военна кариера при Павел I

### Взаимоотношения с Павел I
След смъртта (17 ноември 1796 г.) на Екатерина II на престола се възкачва Павел I. Той е фанатичен привърженик на пруската военна система на Фридрих Велики и започва да реформира руската армия по пруски модел. Въведена е нова униформа, нов военен устав. Основно внимание се отделя на мундщровката на войските, на парадите и строевата подготовка. Привърженик на „просветената“ монархия, създал своя собствена система на организация и снабдяване на войските и приложил своите познания с успех неведнъж, Суворов критикува насажданите от император Павел I пруски порядки. Това обаче предизвиква враждебно отношение към него сред придворните кръгове. Въпреки указанията на Павел I, Суворов продължава да възпитава войниците си по своя си начин. Това разгневява императора и на 17 февруари 1797 г. Суворов е уволнен в оставка без правото да носи мундир. През април той пристига в имението си Кобрин, но още през май е преместен в друго имение – село Кончанское (сега Кончанское-Суворовское, на 40 км от Боровичи, Новгородска губерния).
Кореспонденцията на Суворов е под контрол, не му е разрешено да се отдалечава на повече от 10 км от селото, за всички негови посетители е докладвано. Това дълбоко обижда пълководеца и когато получава от императора писмо, надписано: „До Генерал-Фелдмаршал Граф Суворов-Римникски“, без да го отвори връща куриера с думите: „Това не е за мен. Фелдмаршалът е при войските, а аз съм на село.“.
В началото на септември 1798 г. при Суворов пристига старият му боен другар генерал-майор Прево де Люмина, изпратен от Павел I да разбере мнението на Суворов за това, как трябва да се води война с французите при съвременните условия (победите на Наполеон предизвикват безпокойство в руския двор). Суворов продиктува девет правила за воденето на война, отразяващи настъпателната стратегия на пълководеца.
На 12 февруари 1798 г. княз Горчаков получава задачата да замине при Суворов и да му съобщи от името на Павел, че фелдмаршалът може да се върне в Петербург. Суворов обаче продължава да предизвиква недоволството на Павел, като постоянно се присмива на новите армейски порядки. Скоро Суворов изявява желание да се завърне в Кончанское. На село здравето на Суворов се влошава, засилват се скуката и раздразнителността му и Суворов взима решение да отиде в манастир. Той пише молба до Павел I, но отговор не последва. На 17 февруари в Кончанское пристига флигел-адютантът Толбухин и донася на Суворов писмо от императора: „Граф Александър Василиевич! Не е време сега да си оправяме сметките. На виновния Бог ще прости. Римският император ви иска за началник на своята армия и ви връчва съдбата на Австрия и Италия…“.

### Италианският поход от 1799 г.
През 1798 г. Русия влиза във Втората антифренска коалиция (Великобритания, Австрия, Турция, Кралство на двете Сицилии). Създадена е обединена руско-австрийска армия, която да извърши поход в северна Италия, окупирана от войските на Френската Директория. Първоначално армията трябва да бъде оглавявана от ерцхерцог Йосиф. По настояване на Англия обаче, Австрия се обръща с молба към Павел I да назначи за командващ Суворов. Извиканият от заточение пълководец пристига във Виена на 25 март и получава от император Франц I званието австрийски фелдмаршал. На 15 април пълководецът пристига при руските войски във Верона, а на следващия ден заедно с войските си е във Валеджио.
Още на 19 април под командването на Суворов започва придвижването на съюзните войски (около 80 хиляди души) от Валеджио към река Ада. Преди похода той излиза с обръщение към италианския народ.
Първото стълкновение на суворовските войски с французите на италианска територия е на 22 април при превземането на града-крепост Бреша. Превземането на Бреша дава възможност да се започне блокадата на вражеските крепости Мантуа и Пескера (за което Суворов отделя 20 хиляди души), а основната част от войските да настъпи към Милано. На 26 април е превзет град Леко и на 27 април започва основното сражение при река Ада: руските войски преминават през реката и разгромяват френските сили, командвани от известния пълководец Жан Моро. Французите губят около 3 хиляди убити и около 2 хиляди пленени. Заключителен етап от сраженията при река Ада става сражението при Вердерио, при което дивизията на генерал Серюрие се предава.
Френската армия отстъпва и на 28 април съюзните войски навлизат в Милано. На 1 май настъпват към река По. При този поход са превзети крепостите Пескера, Тортона, Пицигетоне, и във всяка от тях Суворов оставя гарнизон от австрийци, поради което армията му постепенно намалява. В началото на май Суворов започва да се придвижва към Торино. На 16 май френският отряд на генерал Моро напада австрийските дивизии близо до Маренго, но с помощта на отряда на Багратион е отхвърлен. Френските войски са принудени да отстъпят, оставяйки без бой крепостите Казале и Валенца и откривайки пътя към Торино. Самият град Торино е превзет на 26 май без бой благодарение на подкрепата на местните жители и на Пиемонската национална гвардия. Така на практика цяла Северна Италия е в ръцете на антифренската коалиция.
Междувременно в средата на май във Флоренция пристига армията на генерал Жак Макдоналд и потегля към Генуа, за да се съединени с Моро. На 17 юни при река Требия започва сражение между руско-австрийските войски на Суворов и френската армия на Макдоналд. Сражението продължава три денонощия и завършва с поражение за французите, които губят половината си армия (пленени или убити).
През юли 1799 г. падат крепостите Алесандрия и Мантуа. За превземането им, Суворов е въздигнат в княжеско достойнство и става княз Италийски, а сардинският крал Фердинанд IV Неаполитански го издига в ранг гранд на Кралство на двете Сицилии с потомствена титла принц и братовчед на краля. Междувременно, новият главнокомандващ френските войски в Италия генерал Жубер обединява всички френски отряди и настъпва към Пиемонт. На 14 август французите заемат Нови. Към Нови се приближава и съюзническата армия и на 15 август започва битката при Нови. По време на 18-часовото сражение, френската Италианска армия е напълно разгромена, а загубите ѝ възлизат на 7 хиляди души (включително командващия Жубер), 4,5 хиляди пленени, 5 хиляди ранени и 4 хиляди дезертирали. Сражение при Нови се оказва последното голямо сражение в хода на Италианския поход. След него, император Павел I заповядва на Суворов да се оказват такива почести, каквито дотогава са били оказвани само на императора.

### Швейцарският поход
След успешната кампания в Северна Италия, Суворов предлага настъплението да се развърне към Франция, като главният удар бъде нанесен в направление Гренобъл, Лион и Париж. Този план обаче е отхвърлен от съюзниците, които се опасяват от евентуално засилване на руското влияние в района на Средиземно море и Италия. Великобритания и Австрия решават да отстранят руската армия от Северна Италия. На Суворов е разпоредено да остави в Италия австрийските войски и начело на руските да се отправи в Швейцария, да се съедини с действащия там корпус на Римски-Корсаков и оттам да настъпи срещу Франция.
Руските войски за шест денонощия изминават 150 км от Алесандрия до Таверно. При пристигането в Таверно, се оказва, че австрийците не са изпълнили договорката да доставят там 1429-те мулета, необходими за извозването на провизиите и артилерията. Налага се обоза на руската армия да бъде изпратен по друг маршрут. Мулетата са доставени едва 4 дни по-късно и то само 650.

На 11 септември руските войски започват прочутия „Швейцарски поход“ на Суворов, считан за един от образците на военното изкуство. Първо по-значително стълкновение с французите е щурмът на прохода Сен-Готард, откриващ пътя към Швейцария. След като превземат селата Урзерн и Хоспитал, руските войски на сутринта на 24 септември започват щурма. Проходът е превзет с много усилия едва при третия пристъп. На 25 септември руските войски, обединени в един отряд се придвижват към Швиц, където отново им се налага при особено трудни условия да щурмуват френските укрепления – в района на Дяволския мост, прехвърлен над ждрелото на река Рейс. Към моста води тесен тунел, пробит в практически отвесните стени. 
Заобикаляйки французите по дъното на ждрелото, руските войски съумяват да ги отхвърлят от изхода на тунела и боят се завързва на самия Дяволски мост. Успяват да го превземат, без да допуснат той да бъде разрушен. Руските войски продължават прехода, въпреки неблагоприятните климатични и природни условия. Най-тежкото изпитание при Сен-Готардския път се оказва преминаването през високата и заснежена планина Бинтнерберг. При този преход загиват много руски войници. Накрая, прекосявайки планината и навлизайки в Алтдорф, Суворов открива, че няма път край Люцернското езеро (въпреки сведенията, дадени му от австрийците) и не може да достигне до Швиц.
Провизиите са на привършване, край Фирвалщедското езеро се съсредоточават френски войски и това принуждава Суворов да премине с войските през планинския хребет Рощок, за да навлезе в Мутенската долина, откъдето да поеме към Швиц. По време на този тежък преход Суворов (който вече е на 70 години) се разболява тежко. Преходът през Рощок отнема 12 часа. Спускайки се към село Мутен, заето от французите, руските войски предприемат незабавен щурм, с което ги изненадват. Вечерта на 30 септември всички суворовски сили са съсредоточени в Мутенската долина и едва тогава узнават за пълния разгром на корпуса на Римски-Корсаков, на помощ на когото бързат да се притекат. Войските на Суворов се оказват блокирани от французите.
Руската армия успява да пробие френските позиции и с бой се придвижва напред през заснежените планини и проходи. На практика липсват провизии и патрони, дрехите и обувките се износени, много от войниците и офицерите са боси. Взето е решение походът да продължи през хребета Панкис (Рингенкопф) в долината на река Рейн, за да се съединят с останките от корпуса на Римски-Корсаков. Това е последният и най-труден етап. В пропастта са изхвърлени всички оръдия, загубени са около 300 мулета. Французите нападат ариергарда на руската армия, но въпреки бедственото положение на руснаците, те успяват да ги отблъснат с атака с щикове. Последното изпитание е спускането от планината Панкис (на картината на Василий Суриков „Преходът на Суворов през Алпите през 1799 година“). В началото на октомври 1799 г., швейцарският поход на Суворов завършва с пристигането в австрийския град Фелдкирх.
За Швейцарската кампания Суворов е удостоен с най-високото воинско звание – генералисимус, ставайки четвъртият поред генералисимус на Русия.

## Връщане в Русия. Смърт
През 1799 г. руските части са разквартирувани на почивка в Бохемия и Северна Австрия, а самият Суворов се установява в Прага в очакване на възобновяване на войната с Френската република. Това не се случва и на 9 ноември Суворов получава от Павел I две предписания, в които му се съобщава за разрива на съюза с Австрия и му се заповядва да подготви руската армия за завръщане в Русия. На 25 януари 1800 г. руските войски окончателно се оттеглят към Русия.
В Краков Суворов сдава командването на Розенберг и се отправя към Санкт-Петербург. По пътя той се разболява и спира в имението си Кобрин. Изпратеният там от императора лейб-медик И. И. Вейкарт успява да постигне подобряване на състоянието на Суворов и той продължава пътя си. В Петербург подготвят тържественото му посрещане, но междувременно Суворов отново изпада в немилост пред Павел I. Формален повод за това е фактът, че при Италианския и Швейцарския си походи Суворов държи при себе си дежурен генерал, което се полага само на монарх. За действителните причини за тази немилост има различни версии.
Болестта на Суворов се обостря. Тържественото посрещане е отменено. С пристигането си в Петербург Суворов се установява в дома на мъжа на своя племенница Дмитрий Хвостов. Павел I отказва да приеме пълководеца. Според една от версиите, на смъртния си одър Суворов казва на любимеца на императора граф Кутайсов, дошъл да иска отчет за действията му: „Готвя се да давам отчет на Бога, а за господаря сега и да мисля не искам…“.
Според друга версия при умиращия Суворов идва граф Хвостов, известен като бездарен поет. На сбогуване Суворов му казва: „Митя, ти нали си добър човек, не пиши стихове. А ако не можеш да не пишеш, то, ради Бога, не ги печатай“.
Няколко дни преди смъртта на Суворов го навестява Державин. Той пита поета каква епитафия би написал на гроба му. "Според мен, няма нужда от много думи, достатъчно е да се каже „Тук лежи Суворов“ – отговорил Державин.
Болестта на Суворов прогресира, започва гангрена, и в 2 часа през деня на 18 май Александър Василиевич Суворов умира.
Суворов е погребан в долната Благовещенска църква на Александро-Невската лавра. На надгробната плоча е изсечен кратък надпис: „Тук лежи Суворов“ (рус.: „3дѣсь лежитъ Суворовъ“).

## Семеен живот. Потомци
Семейният живот на Суворов е неуспешен. На 16 януари 1774 г. той се жени в Москва за княгиня Варвара Ивановна Младша Прозоровска (1750 – 1806 г.), дъщеря на княз Иван Андреевич Младши Прозоровски и Мария Михайловна, по баща княгиня Голицина. Отношенията на Суворов с жена му са лоши. През 1779 г., уличавайки жена си в измяна, той започва бракоразводен процес, но скоро го прекратява. През 1784 г. напълно прекъсва отношенията с жена си.
Има дъщеря Наталия Александровна (род. през 1775 г.), син Аркадий Суворов (род. през 1784) – станал генерал, но потънал през 1811 г. в река Римник.
Синът му Аркадий Александрович има двама сина: Александър (1804 – 1882) и Константин, и две дъщери: Мария и Варвара. Александър също има две дъщери – Любов и Александра и син Аркадий (1834 – 1893 г.), умрял бездетен. С него свършва родът на светейшите князе Италийски, графовете Суворови-Римникски.
| Варвара Ивановна, жена на А. В. Суворов | Дъщерята на Суворов Наталия на 20 г., художник Йохан Батист Лампи 1795 г. | Внукът на Суворов – Александър Аркадиевич |
| Варвара Ивановна, жена на А. В. Суворов | Дъщерята на Суворов Наталия на 20 г., художник Йохан Батист Лампи 1795 г. | Внукът на Суворов – Александър Аркадиевич |

## Личността на Суворов
Широко известна е характеристиката на пълководеца, направена в Енциклопедическия речник на Брокхауз и Ефрон:
Личността на Суворов е рядко явление, особено в съвременното за него руско общество. Трудно е било да се предугади в ниското, хилаво и невзрачно момче бъдещият велик пълководец, пробил си път към висши почести не със силата на могъщи връзки, а само със своите лични дарби и железен характер. Въпреки твърде повърхностното си домашно възпитание той добре се е запознал с немския и френски език, а впоследствие изучил и няколко други. От детство любознателен, той със страст се отдавал на четенето, предимно на книги с военно съдържание. Пренасяйки от родителския дом уважението към науката и жаждата за знания, той и на службата си, едва ли не до края на живота си постоянно попълвал многостранното си образование. Притежавайки извънредна лична храброст, той не я демонстрирал без нужда, но там, където считал за необходимо се хвърлял в самия огън на боя, плащайки за това с нееднократни рани.
Към особеностите на Суворов се отнасяла и неговата странност, за която има множество анекдоти. Някои считали тази странност за вродена, други – за преднамерена, с цел да се отличи от другите и да привлече внимание към себе си. Дори и последното мнение да е вярно, то в зряла възраст тази странност станала негова втора природа. Той избягвал изнежеността, дори и комфорта, странял от жените, водел полу-лагерен живот, спял на сеното, дори и при студ носел най-леки дрехи, не ходел, а бягал, не яздел, а препускал, постоянно там, където кипят дейности.
Главни пружини за дейността на Суворов били страстта му към военното дело (и към войната, като крайна негова проява) и най-силното славолюбие, заради които той обаче не пристъпвал правилата на нравствеността. Безкористност, щедрост, религиозност, добродушие, простота в обноските привличали към него всички сърца. Върху войниците, чиито потребности и разбирания той отблизо изучил, Суворов имал неотразимо влияние: те му се доверявали безгранично, били готови да тръгнат с него в огън и вода.
Известни са и следните изказвания за личността на графа:
„Суворов обядва сутрин, вечеря през деня, спи привечер, през част от нощта пее, а призори се разхожда почти гол или се търкаля в тревата, което по негово мнение е много полезно за здравето му“
„Той беше един от най-необикновените хора на века – велик пълководец и велик политик.“„Генерал Суворов възбуждаше моето любопитство в друго отношение. Със своята отчаяна храброст и ловкост и усърдието, което той предизвикваше във войниците, той умееше да се отличи и изпъкне, въпреки че не е бил богат или от знатен род и нямаше връзки. Той получаваше званията си със сабята си. Където имало опасна задача, труден или изискващ храброст подвиг, началниците изпращали Суворов. Но тъй като още от първите си стъпки по пътя към славата той срещнал съперници – завистливи и силни дотолкова, че можели да му преградят пътя, то той решил да прикрива своите дарования под личните си странности. Неговите подвизи били блестящи, мислите му – дълбоки, действията – бързи. Но в частния си живот, в обществото, в своите движения, обноски и при разговор той бил такъв чудак, дори може да се каже умопобъркан, че честолюбците престанали да се боят от него, виждали в него полезно оръдие за изпълняването на замислите си и не го считали за способен да им навреди и да им попречи да ползват почести, тежест и могъщество.“

## Награди
- Орден „Свети апостол Андрей Първозвани (9 ноември 1787) – за Кинбурнската битка; диамантените знаци към ордена (1789 г.) – за сражението при Римник;
- А. В. Суворов е едни из тримата Георгиевски кавалери за цялата история на ордена, награден със степени от 3-та до 1-ва.
  - Орден „Свети Георги“ 1-ва степен с голям кръст (18 октомври 1789, № 7) – за превъзходно изкуство и отлично мъжество при всички случаи и най-вече при атаката на многочислените турски сили, предвождани от върховния везир в 11-ия ден на септември при река Римник“;
  - Орден „Свети Георги“ 2-ра степен (30 юли 1773, № 8) – „За извършеното храбро и мъжествено дело с поверения му отряд при атаката на Тутракан“;
  - Орден „Свети Георги“ 3-та степен (19 август 1771, № 34) – „За храброст и мъжествени подвизи, извършени през 770 и 771 години с поверения му отряд против полските смутители, когато той с благоразумни разпореждания в случилите се сражения, поразявайки ги навсякъде, удържа победа над тях“;
- Златно оръжие „За храброст“ (златна шпага с диаманти) и лаври (10 юли 1775) – в чест на победата над турците; втора шпага с диаманти и лаврови венци за победата при Римник (1789);
- Орден „Свети Владимир“ 1-ва ст. (28 юли 1783) – за победата над ногайските татари в Крим;
- Орден „Свети Александър Невски“ (20 декември 1771) – за победата над полските конфедерати;
- Орден „Света Ана“ (септември 1770) – за боевете с полските конфедерати;
- Кавалер на ордена на Малтийския кръст на Йоан Йерусалимски;
- Австрийски Военен орден „Мария Тереза“ 1-ва степен;
- Пруски орден „Червен орел“ 1-ва ст.;
- Пруски орден „Черен орел“;
- Пруски орден „За военни заслуги“;
- Полски орден „Бял орел“;
- Полски орден „Свети Станислав“;
- Сардински – „Св. Анунциати“ и „Св. Маврикий и Лазар“;
- Кралства на двете Сицилии – „Св. Януарий“;
- Баварски – „Св. Хуберт“ и „Златен лъв“;
- Френски – „Кармелската Богородица“ и „Св. Лазар“.

## В памет на Суворов
Суворов е първият, в чест на когото в Русия е основан мемориален музей. В Русия и други страни има множество музеи на Суворов; в негова чест са издигнати паметници; с името на Суворов са наречени географски обекти – атоли, населени места, улици и други. На Суворов е наречена улица в квартал „Бъкстон“ в София (Карта).

По време на Втората световна война на 29 юли 1942 г. с указ на Президиума на Върховния съвет на СССР е учреден военният орден „Суворов“ в 3 степени. С този орден са наградени над 7000 души.
С постановление на Съвета на народните комисари на СССР и Централния комитет на Комунистическата партия на 21 август 1943 г. са създадени суворовските военни училища.
Изображението на Суворов е на банкноти на Приднестровската молдовска република и на руски юбилейни монети.